# Wiradjuri
El pueblo Wiradjuri (pronunciación según el dialecto Wiradjuri del norte: wiraːjd̪uːraj) o Wirraayjuurray (pronunciación según el dialecto Wiradjuri del sur: wiraːjɟuːraj) es un grupo de pueblos aborígenes australianos que están unidos por una lengua común, fuertes lazos familiares y que sobrevivieron como habilidosos cazadores-pescadores-recolectores en grupos familiares o clanes esparcidos por todo el centro de Nueva Gales del Sur.
En el siglo 21, los grupos Wiradjuri más grandes viven en Condobolin, Peak Hill, Narrandera y Griffith. Son una importante minoría en Wagga Wagga y Leeton, y también existen grupos más pequeños en West Wyalong, Parkes, Dubbo, Forbes, Cootamundra, Cowra y Young.

## Nombre

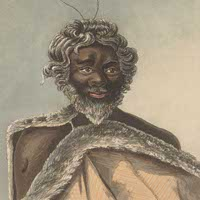
Un guerrero Wiradjuri. Se cree que es Windradyne

El nombre que los Wiradjuri utilizan para referirse a sí mismos Wirraaydhuurray (dialecto del norte; pronunciado wiraːjd̪uːraj) o Wirraayjuurray (dialecto del sur; wiraːjɟuːraj). Este nombre proviene de wirraay, que significa "no", con el sufijo -dhuurray o -juuray que significa "tener". Que los Wiradjuri digan wirraay, en lugar de alguna otra palabra para "no", ha sido visto como una característica propia de su lengua, y varias otras tribus de Nueva Gales del Sur, al oeste de la Gran Cordillera Divisioria, también utilizan sus propias palabras para "no" en sus nombres.
Ha habido más de 60 intentos de reproducir el nombre en forma escrita, entre ellos Waradgeri, Warandgeri, Waradajhi, Werogery, Wiiratheri, Wira-Athoree, Wiradjuri, Wiradhuri, Wiradhurri, Wiraduri, Wiradyuri, Wiraiarai, Wiraidyuri, Wirajeree, Wirashuri, Wiratheri, Wirracharee, Wirrai'yarrai, Wirrathuri, Wooragurie.

## Territorio
Los Wiradjuri son el grupo aborigen más grande de Nueva Gales del Sur. Ocupan una amplia región en el centro del estado que se extiende desde las Montañas Azules en el este hasta Hay en el oeste, y de norte a sur desde Nyngan a Albury en la región de las Laderas del Suroeste.
El área tribal de los Wiradjuri ha sido descrita como "la tierra de los tres ríos, el Wambool más adelante conocido como Macquarie, el Kalare más adelante conocido como Lachlan y el Murrumbidgee, o Murrumbidjeri. El río Murray forma la frontera sur de los Wiradjuri, el cambio de bosques a campos abiertos constituye su frontera oriental".
Tierras ocupadas por los Wiradjuri tiene ciertas características, como árboles tallados y restos de campamentos. Los árboles tallados son encontrados más comúnmente en los alrededores de los ríos Macquarie y Lachlan en el norte y no en el Murrumbidgee en el sur. Los campamentos, que son indicación de asentamientos temporales por grupos pequeños, han sido encontrados en campos abiertos, planicies de ríos y en los costados de estos.
Norman Tindale cita a menciones de Alfred Howitt de estos grupos locales de Wiradjuri, por ejemplo los Narrandera (lagartija espinosa), Cootamundra de la tortuga kutamun, Murranbulla o Murring-bulle. Había diferencias entre ellos en sus dialectos en algunas áreas, incluyendo en los alrededores de Bathurst y cerca de Allbury. Los Wiradjuri son identificados como un grupo cohesionado ya que mantuvieron un ciclo de ceremonias que se mueven en un círculo alrededor de toda la región tribal. Este ciclo llevó a esta coherencia tribal pese a la gran extensión del área ocupada.

## Estilo de vida
La dieta de los Wiradjuri incluía cangrejos de río y pescado como el bacalao del Murray. En las temporadas secas comían canguros, emús y comida recolectada de la tierra, como frutas, nueces, murnnong (una especie endémica de ñame), semillas de acacia, y tubérculos de orquídeas. Los Wiradjuri viajaban hacia las regiones alpinas en el verano para comer cantidades de polillas bogong.
Los Wiradjuri también eran conocidos por sus capas de piel de posum hechas de las pieles de varios de estos animales. El gobernador Macquarie recibió una de estas capas por parte de un hombre Wiradjuricuando visitó lo que hoy en día es Bathurst en 1815.

### Idioma Wiradjuri
El idioma Wiradjuri había desparaecido en su uso diario, pero recientemente ha sido recuperado, gracias a los registros de los primeros antropólogos europeos y palabras contribuidas por varias familias Wiradjuri, por parte de Stan Grant, un miembro del Consejo de Ancianos Wiradjuri, y John Rudder Ph.D., quien anteriormente había estudiado los idiomas aborígenes australianos en Arnhem Land. Es parte de la pequeña rama Wiradhúrica de la familia de lenguas Pama-ñunganas. Hoy en día es enseñado en algunas escuelas primarias y puede ser estudiado en la TAFE. Los derechos de autor del primer diccionario Wiradjuri son propiedad del Consejo de Ancianos de Wiradjuri.
El nombre de la localidad de Wagga Wagga proviene de la palabra Wiradjuri que significa cuervo, y para crear el plurarl, los Wiradjuri repiten la palabra. Por lo tanto, el nombre se traduce como "lugar de muchos cuervos".

## Colonización europea
Los enfrentamientos entre colonos europeos y aborígenes fueron muy violentos entre 1821 y 1827, especialmente en los alrededores de Bathurst, y han recibido el nombre de las Guerras de Bathurst. La pérdida de sus áreas de pesca y otros puntos importantes y la matanza de aborígenes fue respondida con ataques con lanzas en contra de vaqueros y ganado. En loas años 1850 aún habían corroborees cerca de Mudgee, pero hubo menos enfrentamientos. Para ese entonces la colonización europea ya había sido establecida y la población aborigen se encontraba en declive.

## Personas importantes de origen Wiradjuri
- Brook Andrew, artista.
- Linda Burney, miembro de la asamblea legislativa de NSW.
- Wally Carr, campeón de boxeo de la Mancomunidad Australiana.
- Jimmy Clements, presente durante la apertura de la Casa Provisional del Parlamento en 1927.
- Paul Coe, abogado y activista.
- Kevin Gilbert, escritor.
- Evonne Goolagong, jugadora profesional de tenis.
- Dr Sally Goold OAM, Director Ejecutivo de CATSIN, Australiano del Año en 2006[5]
- Stan Grant, periodista.
- Stan Grant (Wiradjuri), anciano Widjaduri, ha estado trabajando en la reconstrucción de su idioma.
- Anita Heiss novelista contemporánea.
- Marcia Langton, académico.
- Bill Onus, activista.
- Lin Onus, artista.
- David Peachey, jugador de rugby.[6]
- Mum (Shirl) Smith MBE OAM, activista comunitario.
- Margaret Tucker, cofundador de la Liga de Aborígenes Australianos y autor del libro If Everyone Cared (1977), una de las primeras autobigrafías que tratan sobre la experiencia de las Generaciones Robadas.
- Harry Wedge artista.
- Neville Williams, activista.
- Tara June Winch, escritora.
- Windradyne, importante líder aborigen durante las Guerras de Bathurst.
- Daniel Christian, miembro de la Selección de críquet de Australia.
- Rae Johnston, actor y editor de Techlife Australia

## Cultura Wiradjuri en ficción
La historia corta Death in the Dawntime, originalmente publicada en The Mammoth Book of Historical Detectives (1995), es una historia policíaca que tiene lugar completamente entre gente Wiradjuri antes de la llegada de los europeos a Australia. La historia incluye en detalle varios conceptos del folcor y la tradición Wiradjuri, como el ngurupal, un área dentro del territorio tribal que sirve como un espacio para reuniones públicas para hombres Wiradjuri adultos que han pasado formalmente por su proceso de iniciación a la adultez, pero que es prohibida para las mujeres u hombres no iniciados. Parte del diálogo de la historia es en la lengua Wiradjuri.
En la novela de Bryce Courtenay, Jessica, la trama se centra en la región Wiradjuri. La mejor amiga de Jessica (Mary Simpson) era de Wiradjuri.
La novela de Noel Beddoe The Yalda Crossing, también explora la historia Wiradjuri desde la perspectiva de los primeros colonos, trayendo a la vida una masacre poco conocida que tuvo lugar en los años 1830. El poema de Andy Kissane, The Station Owner's Daughter, Narrandera, cuenta la historia de lo ocurrido tras la masacre, y fue la inspiración del corto de Alex Ryan, Ngurrumbang, finalista en los Premios Dendy de 2013 para Cortos Australianos.